# Margarete Buber-Neumann
Pour les articles homonymes, voir Buber et Neumann.
Margarete Buber-Neumann est une écrivaine et journaliste allemande, née le 21 octobre 1901 à Potsdam et morte le 6 novembre 1989 à Francfort.
Militante communiste, elle survécut aux camps du Goulag en Union soviétique et aux camps de concentration nazis en Allemagne et témoigna de son expérience au sein de son œuvre.

## Biographie
Dans les années 1920, Margarete Thüring adhère au Parti communiste d'Allemagne. Elle épouse Rafael Buber, fils du philosophe Martin Buber, et communiste. Elle devient en 1928 employée de la revue Inprecor. Le couple Buber a deux filles, puis divorce en 1929. Elle vit ensuite avec Heinz Neumann, l'un des leaders du Parti communiste allemand. En 1932, Heinz Neumann s'oppose à Staline sur la stratégie à suivre vis-à-vis du parti nazi et est mis à l'écart. Le couple est toutefois envoyé en Espagne par le Komintern. Après l'arrivée d'Adolf Hitler au pouvoir, les Neumann doivent se réfugier à Moscou, où ils arrivent en 1935. En avril 1937, Heinz Neumann est victime des Grandes Purges staliniennes, fait prisonnier puis fusillé. Margarete Buber-Neumann est maintenue dans l'ignorance du sort de son mari, et arrêtée en juin 1938 par le NKVD.
Lors d'un simulacre de procès, elle est accusée d'activités contre-révolutionnaires, condamnée à cinq années d'emprisonnement dans un camp de travail et déportée à Karlag, goulag de Karaganda, au Kazakhstan, où elle passe deux années dans des conditions atroces. En 1940, lorsque Staline livre à l'Allemagne nazie les communistes allemands réfugiés en Union soviétique en application du pacte germano-soviétique, Margarete Buber-Neumann est extradée, après deux années de goulag. Elle est remise à la Gestapo sur le pont de Brest-Litovsk,, et internée au camp de concentration de Ravensbrück. Elle y passe cinq ans. Elle s'y lie d'amitié avec l'ethnologue française Germaine Tillion. C'est aussi à Ravensbrück qu'elle se lie d'amitié avec la journaliste, écrivaine et résistante tchèque Milena Jesenská, qui meurt d'épuisement en 1944 et dont elle écrira la biographie, Milena, parue en 1963. « Je remercie le sort, écrit-elle, de m’avoir conduite à Ravensbrück car j’y ai rencontré Milena. » Buber-Neumann est également la secrétaire de la gardienne Johanna Langefeld.

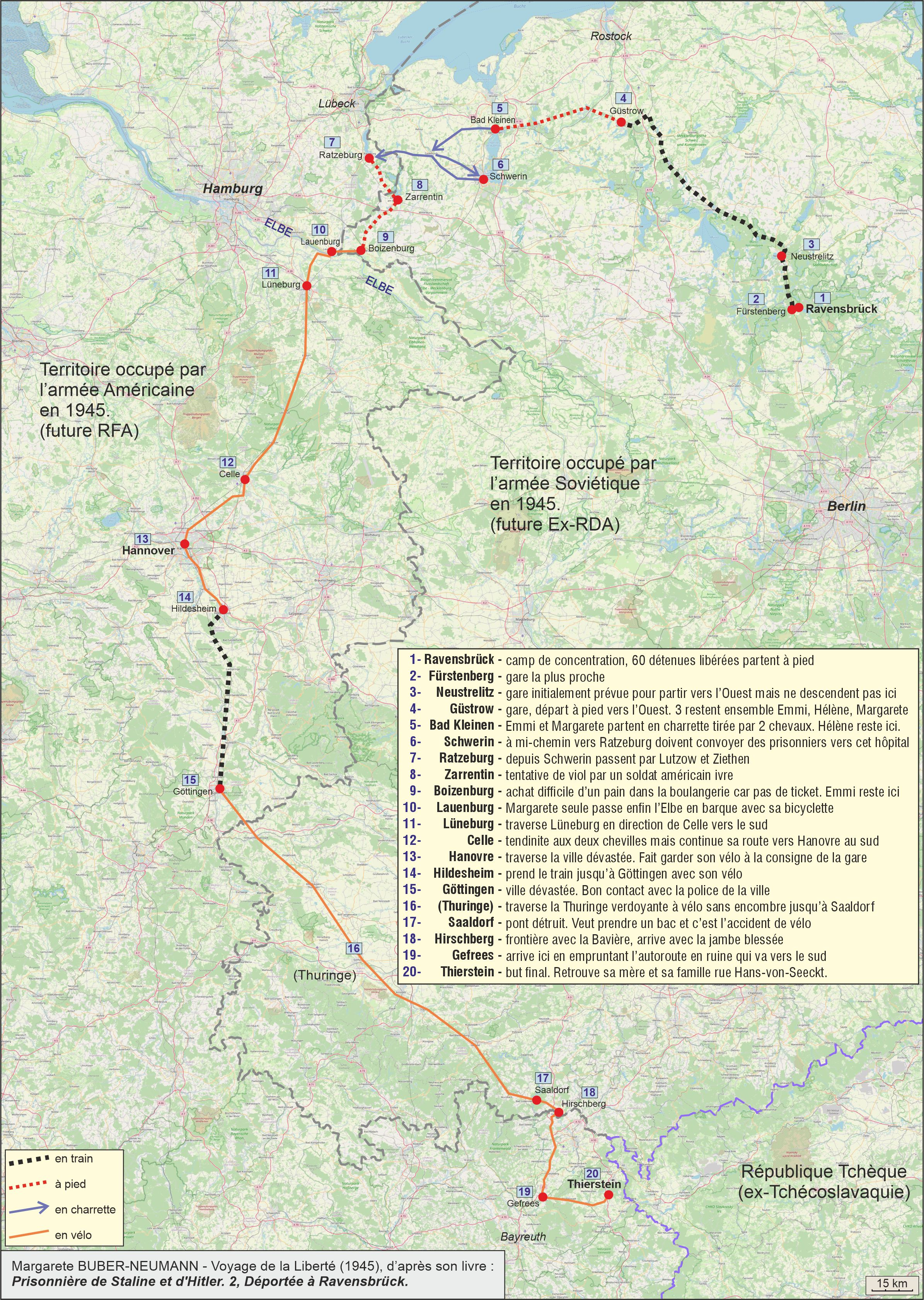
Voyage de la Liberté de Margarete Buber-Neumann

En avril 1945, confrontée à l'avancée de l'Armée rouge, la direction du camp libère un grand nombre de détenues. Margarete Buber-Neumann entreprend un périple à pied, à travers l'Allemagne, pour éviter l'armée soviétique, et rejoint sa famille à Thierstein en Bavière (voir ci-contre la carte qui reconstitue son « Voyage de la Liberté »).
En 1949, elle témoigne lors du procès Kravchenko et son récit, qui établit un parallèle entre camps soviétiques et camps nazis, représente l'un des temps forts du procès, car, pour la première fois, un témoin rescapé d'un camp de déportés politiques soviétique portait un témoignage direct. La revue communiste Les Lettres françaises tentera de discréditer son témoignage en présentant son mari, Heinz Neumann, militant antifasciste et ancien de la guerre d’Espagne, comme pro-hitlérien. Par la suite, entre la première instance et l’appel, une intense campagne est menée à l’échelle internationale contre son témoignage.
Militante antitotalitariste après guerre, elle adhère au parti social-démocrate (SPD). Puis elle devient membre de l'Union chrétienne-démocrate d'Allemagne (CDU) en 1975. Elle meurt trois jours avant la chute du mur de Berlin.
Elle est enterrée au cimetière principal de Francfort.
« Margarete Buber-Neumann nous apparaît comme le témoin exemplaire du mal qui a dominé la vie politique de l'Europe, le totalitarisme […] On sort de la lecture de ses livres un peu plus confiant dans les ressources de l'espèce humaine. »
— Tzvetan Todorov

## Œuvres traduites en français
- Prisonnière de Staline et d'Hitler : déportée en Sibérie (trad. de l'allemand), vol. I, Paris, Seuil, 1949, 343 p. (ISBN 978-2-02-010156-1, 2-02-063902-5 et 2-02-002062-9).
- Prisonnière de Staline et d'Hitler : déportée à Ravensbrück (trad. de l'allemand), vol. II, Paris, Seuil, 1988, 327 p. (ISBN 978-2-02-025156-3, 2-02-025156-6 et 2-02-010183-1).
- La révolution mondiale. L'histoire du Komintern (1919-1943) racontée par l'un de ses principaux témoins (trad. Hervé Savon), Paris, Casterman, 1971, 413 p. (OCLC 462999554)[9].
- Milena, coll. « Fiction & Cie », Paris, Seuil, 1986  (ISBN 978-2020090315, 2-02-009031-7, 2-02-033035-0 et 2-02-012190-5).

## Honneurs
- Ordre du Mérite de la République fédérale d'Allemagne